# 蓝顶蓝饰雀
蓝顶蓝饰雀（学名：Uraeginthus cyanocephalus），是梅花雀科蓝饰雀属的一种，分布于索马里、肯尼亚、苏丹、埃塞俄比亚和坦桑尼亚。全球活动范围约为394,000平方千米。该物种的保护状况被评为无危。
蓝顶蓝饰雀的平均体重约为9.8克。栖息地包括热带沙漠、亚热带或热带的（低地）干草原和亚热带或热带的（低地）干燥疏灌丛。